# 張翰 (弘治進士)
張翰（1477年—？），字汝禎，騰驤右衛軍籍遼東廣寧後屯衛人，明朝政治人物。

## 生平
弘治十一年（1498年）戊午科順天府鄉試第八十五名舉人。弘治十八年（1505年）中式乙丑科會試第二百四名，三甲第七十七名進士。授行人，正德八年（1513年）六月选授浙江道试監察御史，嘉靖元年（1522年）五月升河南按察司副使、整饬汝宁南阳等处兵备，驻信陽，累升河南按察使，七年九月升本省左布政使，八年六月升都察院右副都御史、提督雁门等关兼巡抚山西地方，九年九月因失事回籍听勘，又与御史赵镗相讦奏不法事，十年八月降调河南布政使司参政，仍支正三品俸。十一年十二月升河南按察使，十二年六月升山西右布政使，七月升右副都御史巡抚宁夏，十五年五月改四川巡撫。嘉靖十六年（1537年）四月致仕。

## 家族
曾祖張福山；祖父張□；父張雲，母劉氏。重庆下。